# La Grande Illusion (Bryan Perro)
Pour les articles homonymes, voir La Grande Illusion (homonymie).
La Grande Illusion est une bande dessinée scénarisée par l'auteur de fantastique québécois Bryan Perro et dessinée par Jeik Dion. Elle est parue en 2009.

## Résumé
Célestine, Makrâle, Leuven, Morane et Zoltan sont cinq adolescents orphelins qui ont grandi dans un cirque. Depuis qu'ils sont petits, ils ont découvert qu'ils possèdent d'étranges pouvoirs, utilisés pour leurs spectacles :
- Célestine parle aux animaux et peut transférer son âme d'un corps à l'autre.
- Makrâle se transforme en puissant insecte géant.
- Leuven contrôle les machines et les ordinateurs en les effleurant de la main
- Morane se transforme en spectre invincible et peut visiter le monde des morts.
- Zoltan lit dans les pensées et peut inciter les gens à lui obéir.

Alors qu'ils font une représentation, Zoltan perd connaissance et est enlevé par un groupe de vaudous. Ils veulent utiliser ses pouvoirs pour la compagnie Hawks, pour laquelle ils travaillent. Cette compagnie, gouvernée par un groupe d'extraterrestres appelé les Illuninares, complote avec les gouvernements terriens ce qui est la raison des pouvoirs des adolescents, dont le cirque était comme une prison[pas clair].